# 아티와라 콩마라이
아티와라 콩마라이(태국어: อาทิวราห์ คงมาลัย 1979년 5월 30일 ~ )은 태국의 남자 가수과 작곡가이다. 그는 보디스램 (Bodyslam) 음악 밴드에서 그는 1996년 가수 산업의 과 회원이 "라온" 되십시오 들어갔다. 나중에 아티와라, 타나돌 창싸웩과 랏타폴 판쳇 라는 새로운 밴드를 보티스램 설립한다. 현재까지 작곡을 계속하고 있다.
그는 실행중인 프로젝트를 설립 "까오 콘라 까오" (태국어: ก้าวคนละก้าว, 각 단계) 달리기와 돈을 기부 태국병원의료 기기를 구입하였다.

## 음반

### 라온 (ละอ่อน)
- 1997 - 앨범 ละอ่อน (La-on)
- 1998 - 앨범 เทพนิยายนายเสนาะ (Thep niyai nai sanoh)

### 보디스램 (Bodyslam)
- 2002 - 앨범 บอดี้สแลม (Bodyslam)
- 2003 - 앨범 ไดรฟ์ (Drive)
- 2005 - 앨범 บีลีฟ (Be leave)
- 2007 - 앨범 เซฟมายไลฟ์ (Save my life)
- 2010 - 앨범 คราม (Khram)
- 2014 - 앨범 ดัม-มะ-ชา-ติ (Dam ma cha ti)
- 2019 - 앨범 วิชาตัวเบา (Wicha tua bao)

### 초대 가수
- 2000 - ศักดิ์เอ๋ย (Sak oei) - Big-ass (앨범 XL)
- 2003 - ของมีคม (Khong mi khom) - Big-ass (앨범 My World)
- 2017 - นักผจญเมือง (Nak phajon meuang) - 마이크 피롬펀, 파이 퐁싸턴과 따이 오라타이

### 영화
- 2006 - เก๋า..เก๋า Kao kao (The Possible) (초대된 가수)
- 2011 - ซักซี้ด ห่วยขั้นเทพ Suckseed Huai khanthep (초대된 가수)
- 2018 - 2,215 เชื่อ บ้า กล้า ก้าว (Songphan songroi sibha Cheua ba kla kao)

### 광고
- Birdy 커피
- 삼성 개록시 S8
- M-150 음료
- 100Plus 음료
- 미쓰비시 트라이턴
- Brand CPS의류
- 트루 (Trus)
- 2005 - 야마하 spark 135
- 2011 - 펩시
- 2018 - Pruksa Family Club 생명 보험
- 2019 - 세븐일레븐 "하루에 비닐 봉지를 줄이십시오 넌 할 수 있어" 프로젝트
- Dutchmill Selected
- Nike
- Toyota hilux Revo 스페셜 에디션 ECU SHOP ULTRA BOOST